# 마크 허츨릭

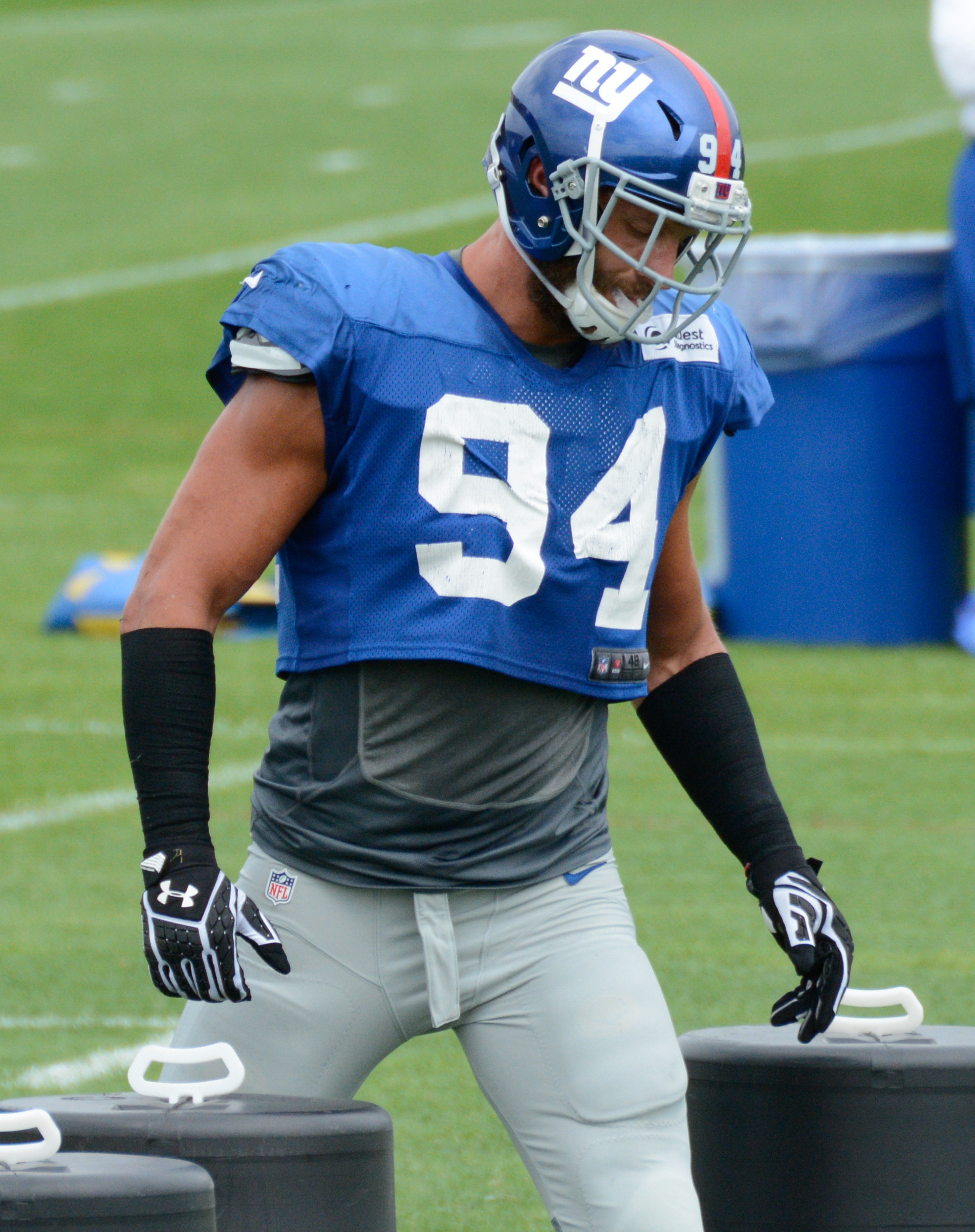
2016년의 허츨릭 선수

샌던 마크 허츨릭 주니어(영어: Sandon Mark Herzlich Jr., 1987년 9월 1일 ~ )는 미국의 미식축구 선수이다. 뉴욕 자이언츠 소속.